# Suharto
Haji Mohammad Soeharto o Suharto (Yogyakarta, 8 de junio de 1921-Yakarta, 27 de enero de 2008) fue un militar y dictador indonesio. Fue el segundo presidente de Indonesia, cargo que ocupó durante 31 años, desde el derrocamiento de Sukarno en 1967 hasta su renuncia en 1998. Su legado todavía se debate en el país y en el extranjero.
Suharto nació en un pequeño pueblo, Kemusuk, cerca de la ciudad de Yogyakarta, durante la era colonial holandesa. Creció en condiciones humildes, y sus padres musulmanes javaneses se divorciaron poco después de su nacimiento, resultando en Suharto viviendo con padres adoptivos durante gran parte de su infancia. Durante la ocupación japonesa de Indonesia, Suharto sirvió en las fuerzas de seguridad indonesias organizadas por los japoneses. Durante la lucha por la independencia de Indonesia se unió al recién formado ejército indonesio. Suharto ascendió al rango de mayor general después de la independencia de Indonesia. Un intento de golpe de Estado el 30 de septiembre de 1965, supuestamente respaldado por el Partido Comunista de Indonesia, fue contrarrestado por las tropas dirigidas por Suharto. Posteriormente, el ejército dirigió una purga anticomunista, que la Agencia Central de Inteligencia de los Estados Unidos apoyó inicialmente y posteriormente describió como «uno de los peores asesinatos en masa del siglo XX». Suharto le arrebató el poder al presidente fundador de Indonesia, Sukarno, fue nombrado presidente interino en 1967 y elegido presidente al año siguiente. Luego montó una campaña social conocida como De-Sukarnoisación para reducir la influencia del expresidente. El apoyo a la presidencia de Suharto fue sólido a las décadas de los setenta y ochenta. En la década de 1990, el autoritarismo y la corrupción generalizada de su gobierno fueron una fuente de descontento y, luego de la crisis financiera asiática de 1997-98 que llevó disturbios con muertos producto de su represión, renunció en mayo de 1998. Suharto murió en 2008 y recibió un funeral de Estado.
Bajo su administración de «Nuevo Orden», Suharto construyó un gobierno fuerte, centralizado y dominado por los militares. La capacidad de mantener la estabilidad en una Indonesia extensa, sumada a una postura anticomunista, le otorgaron el apoyo económico y diplomático de Occidente durante la Guerra Fría.
Durante su mandato se cometieron graves y diversas violaciones de los derechos humanos. Hubo censura de los medios de comunicación, estrictas restricciones a la libertad de asociación y reunión, un poder judicial altamente politizado y controlado, tortura generalizada, ataques a los derechos de las minorías, masacres de presuntos comunistas y numerosos crímenes de guerra cometidos en Timor Oriental, Aceh, Papúa y las islas Molucas. Según Transparencia Internacional, Suharto fue el líder más corrupto en la historia moderna, ya que se calcula que malversó entre $15 y 35 mil millones de dólares durante su gobierno.

## Primeros años
Nació en la ciudad de Yogyakarta, en el centro de la isla de Java. Formó parte de las Fuerzas Coloniales de los Países Bajos y estudió en una academia militar neerlandesa. Durante la Segunda Guerra Mundial, fue comandante de batallón en la milicia militar local organizada por las fuerzas de ocupación japonesas.
Después de la declaración de independencia de Indonesia en 1945, las tropas de Suharto lucharon contra el intento neerlandés de restablecer la antigua colonia. Se hizo ampliamente conocido por su ataque sorpresa a las tropas neerlandesas en Yogyakarta, su ciudad natal. El ataque tomó la ciudad durante un solo día, el 1 de marzo de 1949, pero esta maniobra fue vista como un símbolo de la persistente resistencia indonesia contra los holandeses.
En los años posteriores, Suharto formó parte del Ejército indonesio, estacionado principalmente en la isla de Java. En 1959 fue acusado de contrabando y transferido a la Escuela Militar de Bandung, en Java Occidental. En 1962 consiguió el ascenso a Comandante y se hizo cargo de la división de Diponegoro. Durante la guerra con Malasia, Suharto fue un comandante del Kostrad (la reserva estratégica), una considerable fuerza del Ejército, con importante presencia en el área alrededor de Yakarta. Hacia el año 1965, las fuerzas armadas se dividen en dos facciones, una izquierdista, con grandes simpatías hacia el Partido Comunista de Indonesia (PKI), y la otra derechista, con Suharto en la segunda facción y apoyada por los Estados Unidos.
Los comunistas aprovechando la tensión denunciaron que había un Consejo de generales preparando un golpe de Estado encabezado por la CIA, detonante para iniciar el "Movimiento 30 de Septiembre" dirigido por el teniente coronel de Sukarno y dio muerte a seis jefes militares. Dichas muertes llevaron a Suharto a iniciar un contragolpe aplastando el "Movimiento 30 de Septiembre", lo que le permitió apartar a Sukarno del poder y acusar a los comunistas de estar detrás del golpe, justificación que le sirvió para iniciar una masacre contra los comunistas. Estimaciones hablan de 500.000 a un millón de muertos. Esto le permitió ganarse el apoyo de los altos cargos del ejército e iniciar una serie de reformas. Implantó leyes que liberalizaban la economía favoreciendo así las inversiones extranjeras acercándose poco a poco al modelo capitalista. Indonesia experimentó un crecimiento económico basado en el petróleo. Suharto entregó recursos minerales y forestales a empresas extranjeras, ganándose así la complicidad de Estados Unidos y del Banco Mundial, que financió alguno de sus programas como la "transmigración"  de los pobladores de Java hacia otras islas. El siguiente paso de Suharto para culminar con la formación del "imperio indonesio" y evitar que un gobierno independiente pudiera caer en manos de China fue apoderarse por la fuerza de Timor oriental, una colonia portuguesa que atravesaba "la revolución de los claveles" en busca de la independencia. Los Estados Unidos, interesados en evitar un acercamiento con China, autorizaron a Suharto para invadir e incorporarse el nuevo territorio. Se inició así la gran masacre de Timor oriental, puesto que Estados Unidos nunca le planteó a Suharto ningún problema acerca de las vulneraciones de los derechos humanos.

## Establecimiento del nuevo orden
Poco después de tomar control de Yakarta y las áreas cercanas, la facción militar leal a
Suharto (junto con aliados en grupos estudiantiles islámicos) demandaron el derrocamiento de Sukarno. Actuaron como escuadrones de la muerte contra los partidarios de este, simpatizantes de los comunistas y la minoría de origen chino en toda Indonesia. 
El 11 de marzo de 1966, el convaleciente Sukarno escribió una carta (la Surat Perintah Sebelas Maret o "Supersemar") que concedía formalmente a Suharto poderes de emergencia sobre el país. Mediante esta, Suharto estableció a lo que dio el nombre de "Nuevo Orden" (Orde Baru en bahasa indonesia). Suharto consolidó su poder proscribiendo al Partido Comunista de Indonesia (PKI), depurando el Parlamento y el gabinete de miembros leales a Sukarno, eliminando sindicatos independientes y estableciendo la censura en la prensa.
Internacionalmente, Suharto puso al país en marcha hacia una mejora de relaciones con las naciones occidentales, mientras que terminaba sus relaciones amistosas con la República Popular China, iniciadas por Sukarno. 
Envió a su ministro de Asuntos Exteriores a reparar las tensas relaciones con los Estados Unidos, las Naciones Unidas y Malasia, con la intención de terminar la confrontación entre ambos países.
El 12 de marzo de 1967 Suharto fue nombrado presidente por el parlamento provisional de Indonesia y el 21 de marzo fue elegido formalmente para su primer mandato de cinco años como presidente. Designó directamente el 20% de la cámara de representantes. El partido Golkar se convirtió en el único aceptable para los oficiales del gobierno. Indonesia también se convirtió uno de los miembros fundadores de la Asociación de Naciones del Sureste Asiático.
Para mantener el orden, Suharto amplió grandemente el financiamiento y las energías del aparato 
indonesio del estado. Se establecieron dos agencias de inteligencia: el Comando Operacional para la Restauración de la Seguridad (KOPKAMTIB) y la Agencia de Coordinación de Inteligencia del Estado (BAKIN), para hacerse cargo de "amenazas al régimen". Suharto también estableció la Oficina de Logística (BULOG) para distribuir arroz y otras donaciones estadounidenses de la USAID. Estos nuevos cuerpos del Gobierno fueron puestos bajo la estructura de comando militar regional, a la que Suharto otorgó un papel de "función dual" como fuerza de defensa y como administradores civiles.

### Consecuencias
Debido a una serie de factores (principalmente la censura), las cifras de muertes a causa del terrorismo de Estado entre 1965 y 1967 son objeto de polémica. Las estimaciones de las muertes del conflicto se estiman entre 100.000 y 1 millón y medio de personas.
Se sabe que con la subida al poder de Suharto, los disidentes indonesios que sobrevivieron fueron calificados de tapol (abreviación de tahanan politik o "prisionero político"). Durante el gobierno de Suharto, los tapol sufrieron fuertes penas de prisión y sus propiedades fueron confiscadas por el gobierno, y una vez liberados, fueron vigilados cuidadosamente y les fue prohibida la participación en la vida pública. La condición de tapol dañaba igualmente la reputación de sus cónyuges, hijos, amigos y parientes.
Entre los tapol se encontraban prominentes figuras de los años de Sukarno, incluyendo a Pramoedya Ananta Toer, el más conocido literato del país a nivel internacional. A él se acusó de ser miembro de LEKRA, un grupo de intelectuales comunistas, y fue recluido la colonia penal en Buru. Cuando las restricciones en las comunicaciones de los tapol se suavizaron, Pramoedya publicó un libro de memorias, El Soliloquio del Mudo (Nyanyi Sunyi Seorang Bisu, 1995), con acusaciones detalladas de trabajos forzados, hambre y otros abusos en la colonia ("Tapol Troubles" 1999).
Tanto simpatizantes como críticos de Suharto reconocen que el período de la represión estuvo marcado por abusos de los derechos humanos. Los adherentes afirman que estos abusos fueron justificados por la inminente amenaza de un golpe de Estado por el PKI, como se intentó en 1948 bajo el gobierno de Sukarno. Los críticos de Suharto dicen que el PKI en 1965 tenía una inclinación similar a las tesis moderadas de los partidos comunistas europeos (eurocomunismo), alejados de la influencia soviética y china, y preferían la política electoral a la insurrección armada. Asimismo, afirman que las acciones de Suharto entre 1965 y 1967 fueron motivadas únicamente por ambición personal.

### Apoyo de occidente

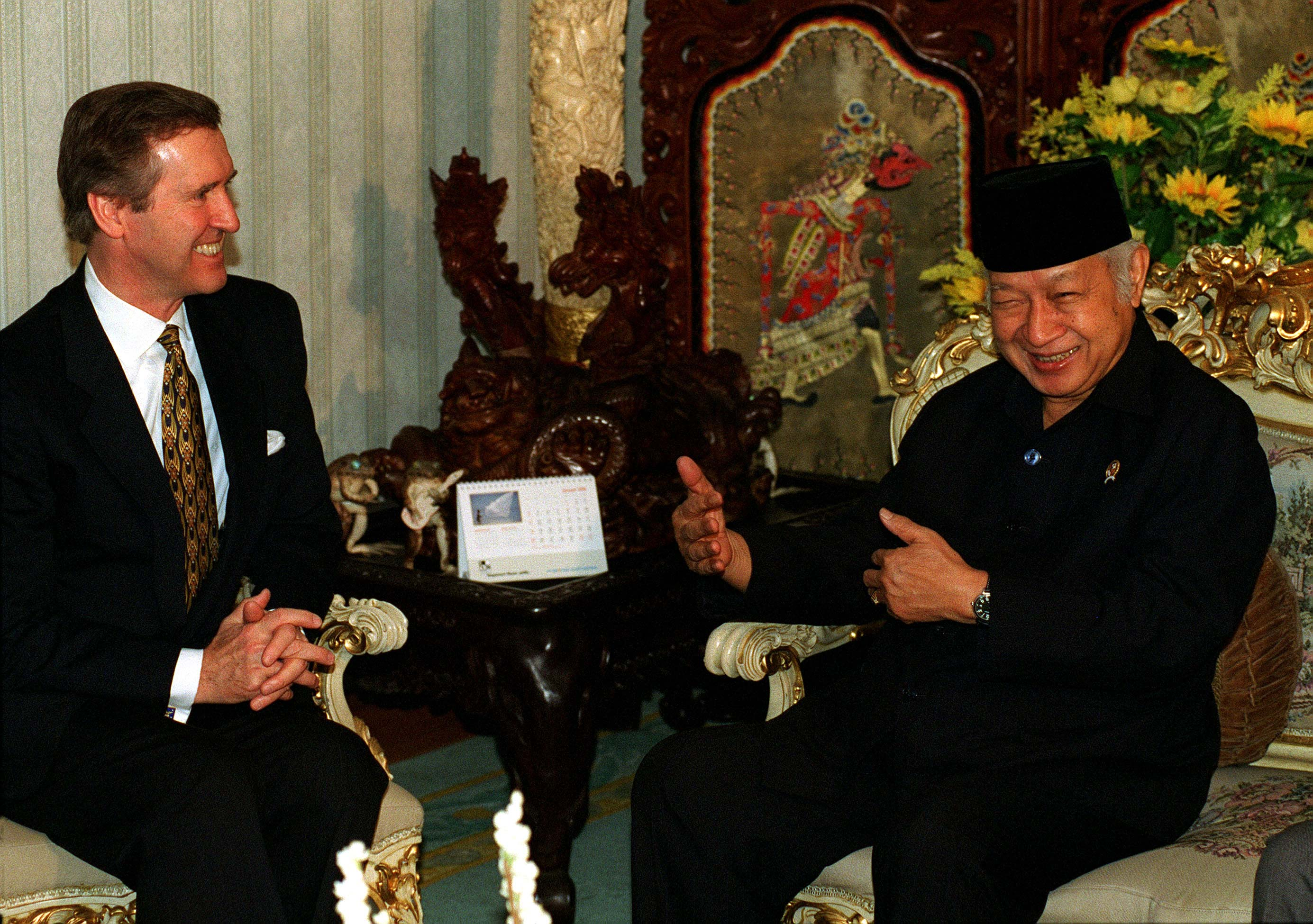
Suharto con William Cohen, Secretario de Defensa de los Estados Unidos bajo la administración de Bill Clinton.

A pesar de un largo tiempo de secretos durante la Guerra Fría, existen  archivos con pruebas de la asistencia occidental, principalmente estadounidense, británica y australiana tras la toma del poder por el general Suharto. Estos países tenían interés en derrocar a Sukarno, visto en Occidente como una amenaza por su acercamiento a la República Popular China y por la confrontación con Malasia, a favor de un líder más prooccidental.
Comenzando en 1990, varios diplomáticos norteamericanos dieron a conocer al Washington Post y otros medios de prensa que ellos habían preparado listas de "operativos comunistas" en Indonesia, dando a conocer una lista de 5000 nombres (de militantes y simpatizantes del PKI) a los militares y a la agencia de inteligencia del general Suharto (Kadane, 1990).
En 2001, el Archivo Nacional de Seguridad de la Universidad George Washington obtuvo varios documentos internos del Departamento de Estado de los Estados Unidos, apoyando las afirmaciones de los diplomáticos sobre la colaboración americana con el general Suharto. Sin embargo los Archivos de Seguridad afirman que las comunicaciones entre el Departamento de Estado y la Agencia Central de Inteligencia (CIA) habrían sido editadas sustancialmente.
El rol del Foreign Office británico y el MI6 también se ha dado a conocer en una serie de artículos del periódico The Independent a partir de 1997. Las revelaciones incluyen una fuente anónima del Foreign Office indicando que la decisión de derrocar a Sukarno fue tomada por Harold Macmillan, el entonces premier británico, y ejecutada bajo Harold Wilson. En especial, se afirma que el departamento de Investigación de Informaciones del Foreign Office coordinó una guerra psicológica con los militares británicos en una campaña de propaganda contra el Partido Comunista de Indonesia, los indonesios de origen chino y el propio Sukarno.
Aun cuando el uso del Departamento de Investigación de Informaciones lo implique, el gobierno británico niega que el MI6 tuviera algo que ver en la toma del poder de Suharto, y los documentos relacionados aún no se han desclasificado. (Lashmar and Oliver 2000).

## Apogeo del nuevo orden
Las dos décadas que siguen al derrocamiento de Sukarno marcaron una extensión del poder militar y económico de Indonesia, así como la aserción de identidad indonesia sobre identidades regionales o étnicas. Indonesia bajo Suharto tenía poca tolerancia con la disidencia, y generalmente se la conoce como falta de derechos humanos.

### Indonesia, el "tigre de Asia"
En asuntos económicos, Suharto confió sus políticas a un grupo de economistas educados en los Estados Unidos, apodados la Mafia de Berkeley. Poco después de su toma del poder, llevó a cabo reformas para establecer a Indonesia como un centro de inversión extranjera. Estos cambios incluyeron la privatización de sus recursos naturales para promover su explotación por naciones industrializadas, legislación industrial favorable a corporaciones multinacionales y petición de préstamos para el desarrollo de instituciones como el Banco Mundial, bancos occidentales y gobiernos amigos ("Indonesia Economic", 2005).
Sin embargo, sin ninguna fiscalización, los miembros de los militares y el Golkar fueron intermediarios entre los intereses de negocios (extranjeros y nacionales) y el gobierno indonesio. Esto llevó a un alto grado de corrupción en forma de sobornos, crimen organizado y malversación. Los dineros de estas prácticas iban a menudo a fundaciones (yayasan) bajo el control de la familia de Suharto. La corrupción se hizo tan grave que la ONG Transparencia Internacional consideró a Suharto el político más corrupto e Indonesia ha estado establemente clasificada entre las naciones más corruptas.

### Estado unitario y malestar regional
Desde su subida al poder hasta su renuncia, Suharto continuó con las políticas de su predecesor Sukarno afirmando la soberanía de la República de Indonesia. El actuó celosamente en la afirmación y en hacer cumplir intereses territoriales en la región, tanto por la diplomacia como por la acción militar.
En 1969 Suharto tomó la iniciativa de terminar la larga controversia sobre el último territorio neerlandés en las indias orientales, Papúa Occidental. Conjuntamente con los Estados Unidos y las Naciones Unidas, se logró un acuerdo de realizar un referéndum sobre la independencia, en el cual los participantes podrían elegir entre seguir como parte de los Países Bajos, integrarse a la República de Indonesia, o asumir la independencia. Aunque originalmente redactada como una votación nacional de todos los adultos en Papúa, el "Acto de Libre Elección" que se realizó en julio-agosto de 1969, permitió el voto a solamente 1.022 "jefes". El voto, unánime, fue por la integración con la república de Indonesia, lo que lleva a dudar sobre la validez de la votación (Simpson).
En 1975, luego que Portugal se retirara de su colonia de Timor Oriental y que el movimiento Fretilin tomará el poder momentáneamente, Suharto ordenó a sus tropas invadir el país. A continuación el gobierno títere instalado por Indonesia solicitó que el área se anexara al país. Se estima que el ejército indonesio mató unas 100.000 personas, aproximadamente un tercio de la población local. El 15 de julio de 1976, Timor Oriental se convirtió en la provincia de Timor Timur hasta que se celebró un referéndum por la independencia en 1999 y la transfirió a las Naciones Unidas hasta 2002.
En 1976 el régimen fue desafiado en la provincia de Aceh por la formación del Movimiento Aceh Libre o GAM, que demandó independencia del estado unitario. Suharto autorizó rápidamente que las tropas sofocaran la rebelión, forzando a varios de sus líderes al exilio en Suecia. Largas luchas entre el GAM y los militares y policía indonesios llevaron a Suharto a declarar la ley marcial en la provincia, declarando a Aceh un "área de operaciones militares" (DOM) en 1990.
El rápido desarrollo de los centros urbanos tradicionales de Indonesia daba base a las ambiciones territoriales de Suharto. El paso rápido de este desarrollo había aumentado mucho la densidad poblacional. En respuesta, Suharto buscó la política de transmigración, para promover el movimiento de ciudades sobrepobladas a regiones rurales del archipiélago donde los recursos naturales no hubieran sido aún explotados.

### Políticas y oposición
En 1970 la corrupción impulsó protestas estudiantiles y una investigación por una comisión gubernamental. Suharto reaccionó prohibiendo las protestas estudiantiles, obligando a los activistas 
a pasar a la clandestinidad. Solamente actos simbólicos recomendados por la comisión fueron a la justicia. El régimen de Suharto repitió la táctica de seguir el juego a unos pocos de sus más poderosos oponentes a la vez de criminalizar a los demás.
A modo de mantener una cubierta democracia, Suharto realizó algunas reformas electorales. Se sometió a una elección a través votos de un colegio electoral cada cinco años empezando en 1973. Sin embargo, de acuerdo con las reglas de la elección, solamente se permitía a tres partidos participar de los comicios: su propio partido Golkar, el islamista Partido Unido del Desarrollo (PPP) y el Partido Democrático de Indonesia (PDI). Todos los partidos políticos anteriormente existentes fueron obligados a hacerse parte del PPP o del PDI, mientras que se presionaba a los empleados del gobierno a hacerse miembros de Golkar. En un compromiso político con los poderosos militares, prohibió a sus miembros votar en las elecciones, pero asignó 100 puestos en el colegio electoral para sus representantes. Como resultado, él ganó todas las elecciones a las que se presentó, en 1978, 1983, 1988, 1993 y 1998.
Este autoritarismo se hizo un problema en 1980. El 5 de mayo de ese año, un grupo, Pedido de 50 (Petisi 50), demandó mayores libertades políticas. Estaba compuesto por militares retirados, políticos, académicos y estudiantes. La prensa indonesia censuró las noticias y el gobierno puso restricciones a los signatarios. Después de que en 1984 el grupo acusara a Suharto de estar creando un estado monopartidista, algunos de sus miembros fueron a la cárcel.
En la misma década, muchos académicos creen que los militares indonesios se fisionaron entre la nacionalista "facción roja y blanca" y la "facción verde" de tendencia islamista. Hacia el final de los años 1980, se dice que Suharto trasladó sus alianzas de los nacionalistas a los islamistas, dando lugar al crecimiento de B.J. Habibe en los años 1990.
Luego que los 1990 trajeran el fin de la Guerra Fría, la preocupación occidental sobre el comunismo desapareció y el interés internacional se volcó sobre la lista de violaciones de los derechos humanos del régimen de Suharto. En 1991 el asesinato de civiles de Timor Oriental en un cementerio en Dili, conocido también como la Masacre de Santa Cruz, hizo que la atención estadounidense se fijara en sus relaciones militares con el régimen de Suharto y el tema de la ocupación indonesia de Timor Oriental. En 1992 esta acción hizo que el Congreso de los Estados Unidos limitara la asistencia IMET a los militares indonesios, a pesar de las objeciones del presidente estadounidense George H. W. Bush.
En 1993, bajo la presidencia de Bill Clinton, la delegación estadounidense ante la Comisión de Derechos Humanos de las Naciones Unidas apoyó una resolución que expresaba profunda preocupación por las violaciones a los derechos humanos en Timor Oriental, por parte de Indonesia.

## Protestas por la reforma y caída de Suharto
En 1996 Suharto llevó a cabo acciones para adelantarse a desafíos al gobierno del Nuevo Orden. El Partido Democrático de Indonesia (PDI), un partido legal que tradicionalmente había apoyado al régimen había cambiado de dirección y había comenzado a afirmar su independencia. Suharto fomentó una división en el liderazgo del PDI, apoyando una facción leal al presidente del Parlamento Suryadi contra la facción leal a Megawati Sukarnoputri, la hija de Sukarno y la auténtica presidenta del PDI.
Después de que la facción Suryadi anunciara al congreso del partido una moción para despedir a Megawati, ella proclamó que sus partidarios realizarían manifestaciones en protesta. La facción Suryadi prosiguió con el despido de Megawati y las protestas se hicieron ver en toda Indonesia. Esto dio lugar a varias peleas en las calles entre manifestantes y fuerzas de seguridad, y a recriminaciones sobre la violencia. Las protestas culminaron en que los militares permitieron que los partidarios de Megawati tomaran la sede del PDI en Yakarta, con un compromiso de no hacer más manifestaciones.
Suharto permitió que la ocupación de la sede del PDI continuara por casi un mes, porque la atención también se centraba en Yakarta debido a reuniones de alto nivel de la Asociación de Naciones del Sudeste Asiático a llevarse a cabo allí. Aprovechando esto, los partidarios de Megawati organizaron "foros de la democracia" con varios conferenciantes. El 26 de julio, oficiales militares, la facción Suryadi y Suharto hicieron conocer públicamente su indignación con los foros (Aspinall, 1996).
El 27 de julio, la policía, soldados y personas que afirmaban ser partidarias Suryadi tomaron la sede. Varios partidarios de Megawati murieron y más de doscientos fueron arrestados y juzgados por cargos de "subversión" e "incitación al odio". Este día se conocería como el "sábado negro" y marcaría el inicio de una dura persecución del gobierno del Nuevo Orden contra partidarios de la democracia, ahora denominados "Reformasi" o Reformación (Amnistía Internacional, 1996).
En 1997, la crisis financiera asiática tuvo graves consecuencias en la economía y sociedad
indonesia y en el régimen de Suharto. La divisa indonesia, la rupia, perdió gran parte de su valor.
Suharto fue sometido a escrutinio por instituciones de crédito, principalmente el Banco Mundial,
el Fondo Monetario Internacional y los Estados Unidos, por prolongadas malversaciones de fondos y medidas proteccionistas. En diciembre, el gobierno de Suharto firmó una carta de intenciones con el FMI, comprometiéndose a promulgar medidas de austeridad, como recortes de servicios públicos y retiro de subsidios, a cambio de ayuda del FMI y otros donantes.
A principios de 1998, las medidas de austeridad promulgadas por Suharto habían comenzado a dañar la confianza en el régimen. Los precios de productos como el queroseno, el arroz, los costes de servicios públicos y la educación aumentaron dramáticamente. Los efectos fueron exacerbados por la corrupción generalizada.
Suharto se presentó a una reelección en el parlamento por séptima vez en marzo de 1998, justificándose en la necesidad de su liderazgo durante la crisis. El parlamento aprobó un nuevo período. Esto desató protestas y disturbios en todo el país, ahora conocidos como la Revolución Indonesia de 1998. Desacuerdos dentro de su propio partido Golkar y los militares finalmente debilitaron a Suharto y el 21 de mayo renunció al poder. Fue remplazado por su vicepresidente Jusuf Habibie.

## Después del derrocamiento
En mayo de 1999, la revista Time Asia informa que la fortuna familiar de Suharto es de aproximadamente 15 mil millones de dólares en efectivo, acciones, intereses empresariales, propiedades, joyas y obras de arte. De estos, 9 mil millones se habrían depositado en un banco austriaco. Se dice que la familia controla alrededor de 36.000 km² de propiedades en Indonesia, incluyendo 100.000 m² de oficinas de primera en Yakarta, y cerca del 40 % de las tierras en Timor Oriental. Se dice que más de 73 mil millones de dólares habrían pasado por manos de la familia durante los treinta y dos años de gobierno de Suharto.
El 29 de mayo de 2000, Suharto fue puesto en arresto domiciliario cuando las autoridades indonesias comenzaron a investigar la corrupción durante su régimen. En julio se anunció que estaba acusado de malversar 571 millones de dólares de donaciones gubernamentales a una de varias fundaciones bajo su control, y de luego usar el dinero para realizar inversiones familiares. Pero en septiembre los médicos designados por la justicia anunciaron que no podía ser juzgado por su estado de salud en deterioro. El Estado volvió a intentarlo en 2002 pero de nuevo los médicos alegaron una enfermedad cerebral sin especificar. Posteriormente Suharto fue hospitalizado varias veces por ataques cerebrovasculares y problemas del corazón.
Imposibilitados de acusar a Suharto, el estado acusó a su hijo Hutomo Mandala Putra, más conocido como Tommy Suharto. Fue sentenciado a quince años de prisión por ordenar el asesinato de un juez que lo sentenció a dieciocho meses por su rol en un fraude de tierras en septiembre de 2000. Él es el primer miembro de la familia de Suharto que fue hallado culpable y encarcelado por un crimen. Tommy Suharto sostiene su inocencia pero dice que no apelará el veredicto o la sentencia.
El 6 de mayo de 2005, Suharto fue llevado al Hospital Pertamina en Yakarta con sangrado intestinal, que se cree se debe a diverticulosis. La élite política de Indonesia, incluido el presidente Susilo Bambang Yudhoyono y el vicepresidente Jusuf Kalla le visitaron en su lecho. Fue dado de alta y volvió a su hogar seis días después.
El 26 de mayo de 2005 el periódico Jakarta Post reportó que ante los intentos del gobierno del presidente Susilo Bambang Yudhoyono de atajar la corrupción, el fiscal general de Indonesia, Abdurrahman Saleh, compareció ante la comisión parlamentaria para discutir intentos de juzgar a figuras del Nuevo Orden, incluyendo a Suharto. El fiscal general remarcó que había tenido la esperanza de que Suharto pudiera recuperarse para que el gobierno pudiera comenzar averiguaciones sobre las violaciones de los derechos humanos y la corrupción con fines de compensar y recuperar fondos del estado, pero expresó escepticismo sobre que esto fuera posible. La Corte Suprema de Indonesia también instruyó un decreto que hace a la Oficina del Fiscal General responsable de supervisar el cuidado médico de Suharto.

## Muerte
El 4 de enero de 2008, Suharto fue ingresado en el hospital de Petarmina, en Yakarta. Su estado de salud se deterioró rápidamente y se le diagnosticó anemia y baja presión arterial debido a problemas de hígado y riñón. A lo largo de las tres semanas que permaneció ingresado su estado se fue deteriorando debido a una infección, que fue la que le causó la muerte el 27 de enero a la una y diez minutos de la tarde.
Fue trasladado al mausoleo Giri Bangun, donde también estaba enterrada su esposa. Al funeral asistieron numerosos representantes del gobierno y de las fuerzas armadas. El presidente de Indonesia, Susilo Bambang Yudhoyono declaró una semana de luto oficial y se sucedieron diversos actos en honor al expresidente de Indonesia.
| Predecesor: Sukarno | Presidente de Indonesia 1967–1998 | Sucesor: Jusuf Habibie |